# Llista de topònims d'Òrrius
Llista de topònims (noms propis de lloc) del municipi d'Òrrius, al Maresme
Informació actualitzada per un bot. Els canvis manuals es perdran quan s'actualitzi!

## element arquitectònic
| imatge | Nom                | Ubicat a | instància de          | Detalls      | coordenades                                                       | Protecció | Commons (més fotos) | Dades a WD                    |
| ------ | ------------------ | -------- | --------------------- | ------------ | ----------------------------------------------------------------- | --------- | ------------------- | ----------------------------- |
|        | Forns de can Blanc | Òrrius   | element arquitectònic | 18th century | 41° 32′ 41″ N, 2° 21′ 33″ E / 41.54475°N,2.35915°E ca:Can Blanc   |           |                     | Modifica les dades a Wikidata |
|        | Pou de can Moneret | Òrrius   | element arquitectònic |              | 41° 33′ 16″ N, 2° 20′ 52″ E / 41.55435°N,2.34764°E ca:Can Moneret |           |                     | Modifica les dades a Wikidata |

## font
| imatge | Nom                           | Ubicat a | instància de  | Detalls | coordenades                                          | Protecció | Commons (més fotos) | Dades a WD                    |
| ------ | ----------------------------- | -------- | ------------- | ------- | ---------------------------------------------------- | --------- | ------------------- | ----------------------------- |
|        | font del Torrent de Can Blanc | Òrrius   | font          |         | 41° 32′ 51″ N, 2° 21′ 47″ E / 41.547585°N,2.363024°E |           |                     | Modifica les dades a Wikidata |
|        | font i safareig de Can Cunill | Òrrius   | font safareig |         | 41° 33′ 22″ N, 2° 21′ 14″ E / 41.556°N,2.3538°E      |           |                     | Modifica les dades a Wikidata |

## masia
| imatge | Nom               | Ubicat a | instància de | Detalls                                                       | coordenades | Protecció                                  | Commons (més fotos) | Dades a WD                    |
| ------ | ----------------- | -------- | ------------ | ------------------------------------------------------------- | --- | ------------------------------------------ | ------------------- | ----------------------------- |
|        | Ca l'Andreu       | Òrrius   | masia        |                                                               | 41° 33′ 15″ N, 2° 21′ 22″ E / 41.5540594824519°N,2.35616115135686°E                                                |                                            |                     | Modifica les dades a Wikidata |
|        | Ca l'Elies        | Òrrius   | masia        |                                                               | 41° 32′ 44″ N, 2° 20′ 49″ E / 41.5454591546768°N,2.34687054613282°E                                                |                                            |                     | Modifica les dades a Wikidata |
|        | Ca la Joana       | Òrrius   | masia        |                                                               | 41° 33′ 16″ N, 2° 21′ 06″ E / 41.5544128409156°N,2.3517208490212°E                                                 |                                            |                     | Modifica les dades a Wikidata |
|        | Ca la Mort        | Òrrius   | masia        |                                                               | 41° 32′ 59″ N, 2° 20′ 31″ E / 41.549771387986°N,2.3418061979216°E                                                  |                                            |                     | Modifica les dades a Wikidata |
|        | Cal Camat Vell    | Òrrius   | masia        |                                                               | 41° 32′ 32″ N, 2° 20′ 54″ E / 41.5422435615411°N,2.34846148616124°E ca:Cal Camat                                   |                                            |                     | Modifica les dades a Wikidata |
|        | Cal Gravat        | Òrrius   | masia        |                                                               | 41° 34′ 00″ N, 2° 21′ 08″ E / 41.5668013557007°N,2.35234062656315°E ca:Zona de la Pedrera Blava                    |                                            |                     | Modifica les dades a Wikidata |
|        | Cal Sant          | Òrrius   | masia        | 20th century                                                  | 41° 33′ 27″ N, 2° 21′ 27″ E / 41.5574180593896°N,2.35756684674745°E ca:Veïnat de Clarà, 23.                        |                                            |                     | Modifica les dades a Wikidata |
|        | Can Blanc         | Òrrius   | masia        |                                                               | 41° 33′ 16″ N, 2° 21′ 19″ E / 41.5545°N,2.35517°E                                                                  | bé integrant del patrimoni cultural català |                     | Modifica les dades a Wikidata |
|        | Can Cabanyes      | Òrrius   | masia        |                                                               | 41° 33′ 38″ N, 2° 20′ 33″ E / 41.5606478277112°N,2.34254424513661°E                                                |                                            |                     | Modifica les dades a Wikidata |
|        | Can Capilla       | Òrrius   | masia        |                                                               | 41° 33′ 33″ N, 2° 21′ 40″ E / 41.5591034940426°N,2.36099191874716°E                                                |                                            |                     | Modifica les dades a Wikidata |
|        | Can Cot           | Òrrius   | masia        | 18th century                                                  | 41° 33′ 27″ N, 2° 20′ 35″ E / 41.5574524815574°N,2.34293638715448°E ca:Disseminat Veïnat de la Plaça, 16. 384 msnm |                                            |                     | Modifica les dades a Wikidata |
|        | Can Cunill        | Òrrius   | masia        | Estil: arquitectura barroca arquitectura popular 17th century | 41° 33′ 22″ N, 2° 21′ 13″ E / 41.55615°N,2.35352°E ca:Pg. de les Oliveres, 2-10 267 msnm                           | bé integrant del patrimoni cultural català | Can Conill (Òrrius) | Modifica les dades a Wikidata |
|        | Can Deri          | Òrrius   | masia        |                                                               | 41° 33′ 48″ N, 2° 21′ 08″ E / 41.5634054636654°N,2.35231457347258°E                                                |                                            |                     | Modifica les dades a Wikidata |
|        | Can Femades       | Òrrius   | masia        |                                                               | 41° 33′ 13″ N, 2° 21′ 09″ E / 41.55367°N,2.35239°E ca:Veïnat del Prat, 11 273 msnm                                 | bé integrant del patrimoni cultural català |                     | Modifica les dades a Wikidata |
|        | Can Foradada      | Òrrius   | masia        |                                                               | 41° 33′ 02″ N, 2° 21′ 16″ E / 41.550617537942°N,2.35434874664258°E                                                 |                                            |                     | Modifica les dades a Wikidata |
|        | Can Francisco     | Òrrius   | masia        |                                                               | 41° 33′ 29″ N, 2° 21′ 36″ E / 41.557935814441°N,2.35996011775417°E                                                 |                                            |                     | Modifica les dades a Wikidata |
|        | Can Fum           | Òrrius   | masia        |                                                               | 41° 33′ 22″ N, 2° 20′ 48″ E / 41.5560061034124°N,2.34676437541252°E                                                |                                            |                     | Modifica les dades a Wikidata |
|        | Can Guineu        | Òrrius   | masia        |                                                               | 41° 33′ 28″ N, 2° 21′ 28″ E / 41.5577525835714°N,2.35779138108388°E                                                |                                            |                     | Modifica les dades a Wikidata |
|        | Can Jordi         | Òrrius   | masia        |                                                               | 41° 33′ 25″ N, 2° 21′ 38″ E / 41.55701°N,2.36043°E 275 msnm                                                        | bé integrant del patrimoni cultural català | Can Jordi (Òrrius)  | Modifica les dades a Wikidata |
|        | Can Lledó         | Òrrius   | masia        |                                                               | 41° 33′ 33″ N, 2° 21′ 20″ E / 41.5591084650817°N,2.35542748478684°E                                                |                                            |                     | Modifica les dades a Wikidata |
|        | Can Meuxa         | Òrrius   | masia        |                                                               | 41° 33′ 23″ N, 2° 20′ 45″ E / 41.5564246504495°N,2.34592074128304°E                                                |                                            |                     | Modifica les dades a Wikidata |
|        | Can Monner        | Òrrius   | masia        |                                                               | 41° 33′ 25″ N, 2° 20′ 58″ E / 41.5568767041725°N,2.34939380355621°E                                                |                                            |                     | Modifica les dades a Wikidata |
|        | Can Periol        | Òrrius   | masia        |                                                               | 41° 33′ 25″ N, 2° 21′ 35″ E / 41.5569894328453°N,2.3598495367596°E                                                 |                                            |                     | Modifica les dades a Wikidata |
|        | Can Planes        | Òrrius   | masia        |                                                               | 41° 33′ 41″ N, 2° 21′ 12″ E / 41.5614922170782°N,2.3532571125702°E                                                 |                                            |                     | Modifica les dades a Wikidata |
|        | Can Soldat        | Òrrius   | masia        |                                                               | 41° 32′ 42″ N, 2° 20′ 05″ E / 41.5449757063244°N,2.33481388193542°E                                                |                                            |                     | Modifica les dades a Wikidata |
|        | Can Tarascó       | Òrrius   | masia        |                                                               | 41° 33′ 04″ N, 2° 20′ 28″ E / 41.5512352865032°N,2.34098490354836°E                                                |                                            |                     | Modifica les dades a Wikidata |
|        | Can Triador       | Òrrius   | masia        | Estil: arquitectura popular 15th century                      | 41° 33′ 25″ N, 2° 20′ 44″ E / 41.55697°N,2.34546°E ca:Veïnat del Prat 352 msnm                                     | bé integrant del patrimoni cultural català | Can Triador         | Modifica les dades a Wikidata |
|        | Can Vinyamata     | Òrrius   | masia        | 16th century                                                  | 41° 34′ 05″ N, 2° 21′ 18″ E / 41.5681°N,2.35487°E ca:Zona de la Pedrera Blava 284 msnm                             | bé integrant del patrimoni cultural català |                     | Modifica les dades a Wikidata |
|        | Caseta de Céllecs | Òrrius   | masia        |                                                               | 41° 33′ 20″ N, 2° 20′ 34″ E / 41.5556142777903°N,2.34281110620878°E                                                |                                            |                     | Modifica les dades a Wikidata |
|        | l'Estanc          | Òrrius   | masia        |                                                               | 41° 33′ 10″ N, 2° 21′ 17″ E / 41.5528718627451°N,2.35479396514673°E                                                |                                            |                     | Modifica les dades a Wikidata |
|        | la Lledona        | Òrrius   | masia        |                                                               | 41° 32′ 47″ N, 2° 21′ 08″ E / 41.5464533318136°N,2.35224399118142°E                                                |                                            |                     | Modifica les dades a Wikidata |
|        | la Pallota        | Òrrius   | masia        |                                                               | 41° 32′ 59″ N, 2° 21′ 02″ E / 41.5498571025177°N,2.35047139199021°E                                                |                                            |                     | Modifica les dades a Wikidata |

## muntanya
| imatge | Nom             | Ubicat a                   | instància de | Detalls | coordenades                                                   | Protecció | Commons (més fotos)         | Dades a WD                    |
| ------ | --------------- | -------------------------- | ------------ | ------- | ------------------------------------------------------------- | --------- | --------------------------- | ----------------------------- |
|        | Puig Calbell    | Òrrius Vilanova del Vallès | muntanya     |         | 41° 32′ 36″ N, 2° 20′ 02″ E / 41.5432°N,2.3338°E 320.8 msnm   |           |                             | Modifica les dades a Wikidata |
|        | Turó Rodó       | Òrrius Vilanova del Vallès | muntanya     |         | 41° 33′ 12″ N, 2° 20′ 19″ E / 41.553405°N,2.338553°E 530 msnm |           | Turó Rodó (Serra de Marina) | Modifica les dades a Wikidata |
|        | Turó d'Aquença  | Òrrius                     | muntanya     |         | 41° 33′ 36″ N, 2° 21′ 39″ E / 41.56°N,2.36095°E 374.7 msnm    |           |                             | Modifica les dades a Wikidata |
|        | Turó de Mataró  | Òrrius Vilanova del Vallès | muntanya     |         | 41° 33′ 37″ N, 2° 20′ 17″ E / 41.560278°N,2.338056°E 504 msnm |           | Turó de Mataró              | Modifica les dades a Wikidata |
|        | turó de Céllecs | Òrrius Vilanova del Vallès | muntanya     |         | 41° 33′ 25″ N, 2° 20′ 18″ E / 41.556822°N,2.33829°E 536 msnm  |           | Turó de Céllecs             | Modifica les dades a Wikidata |

## pont
| imatge | Nom                                 | Ubicat a | instància de | Detalls                       | coordenades                                                                      | Protecció | Commons (més fotos) | Dades a WD                    |
| ------ | ----------------------------------- | -------- | ------------ | ----------------------------- | -------------------------------------------------------------------------------- | --------- | ------------------- | ----------------------------- |
|        | Pont de cal Bocu o de can Torrelles | Òrrius   | pont         | 1953 Estat: bon estat         | 41° 33′ 16″ N, 2° 21′ 17″ E / 41.55449°N,2.35485°E ca:C. del Pont, s/n. 243 msnm |           |                     | Modifica les dades a Wikidata |
|        | Pont de l'Àgora                     | Òrrius   | pont         | 20th century Estat: bon estat | 41° 33′ 18″ N, 2° 21′ 15″ E / 41.55492°N,2.35422°E ca:Nucli urbà 246 msnm        |           |                     | Modifica les dades a Wikidata |
|        | Pont de la carretera                | Òrrius   | pont         | 20th century Estat: bon estat | 41° 33′ 16″ N, 2° 21′ 21″ E / 41.55435°N,2.35585°E ca:Ctra. BV-5106 243 msnm     |           |                     | Modifica les dades a Wikidata |

## Misc
| imatge | Nom                               | Ubicat a | instància de                                   | Detalls                                | coordenades | Protecció                                  | Commons (més fotos)               | Dades a WD                    |
| ------ | --------------------------------- | -------- | ---------------------------------------------- | -------------------------------------- | --- | ------------------------------------------ | --------------------------------- | ----------------------------- |
|        | Can Prats                         | Òrrius   | edifici                                        | Estil: arquitectura popular            | 41° 33′ 04″ N, 2° 21′ 19″ E / 41.5512°N,2.35524°E 274 msnm | bé integrant del patrimoni cultural català |                                   | Modifica les dades a Wikidata |
|        | Casa rectoral d'Òrrius            | Òrrius   | rectoria                                       | Estil: arquitectura popular            | 41° 33′ 19″ N, 2° 21′ 17″ E / 41.55516°N,2.35465°E 259 msnm | bé integrant del patrimoni cultural català | Casa rectoral d'Òrrius            | Modifica les dades a Wikidata |
|        | Forns de Can Blanc                | Òrrius   | forn                                           |                                        | 41° 32′ 48″ N, 2° 21′ 36″ E / 41.546731°N,2.360047°E |                                            |                                   | Modifica les dades a Wikidata |
|        | Molí de Can Tarascó               | Òrrius   | molí de vent                                   |                                        | 41° 33′ 05″ N, 2° 20′ 32″ E / 41.551452°N,2.342194°E |                                            |                                   | Modifica les dades a Wikidata |
|        | Pedrera de Pedra Blava            | Òrrius   | pedrera                                        |                                        | 41° 33′ 54″ N, 2° 20′ 52″ E / 41.564928526943°N,2.34768194930101°E                                                                                               |                                            |                                   | Modifica les dades a Wikidata |
|        | Poblat Ibèric del Turó de Céllecs | Òrrius   | poblat ibèric                                  |                                        | 41° 33′ 31″ N, 2° 20′ 23″ E / 41.558514°N,2.33964°E ca:Sant Bartomeu de Cabanyes (camí de Vilassar a Sant Bartomeu), i entrant al camí que s'enfila pel sud-oest | bé integrant del patrimoni cultural català | Poblat ibèric del Turó de Céllecs | Modifica les dades a Wikidata |
|        | Pou de Can Cabanyes               | Òrrius   | pou                                            |                                        | 41° 33′ 46″ N, 2° 20′ 37″ E / 41.562789°N,2.343543°E |                                            |                                   | Modifica les dades a Wikidata |
|        | Roques de Céllecs                 | Òrrius   | indret                                         |                                        | 41° 33′ 17″ N, 2° 20′ 23″ E / 41.55486°N,2.33966°E |                                            |                                   | Modifica les dades a Wikidata |
|        | Sant Andreu d'Òrrius              | Òrrius   | església                                       |                                        | 41° 33′ 19″ N, 2° 21′ 17″ E / 41.5553°N,2.3548°E | bé integrant del patrimoni cultural català | Sant Andreu d'Òrrius              | Modifica les dades a Wikidata |
|        | Turó Rodo                         | Òrrius   | vèrtex geodèsic                                | Alt: 1.2m                              | 41° 33′ 12″ N, 2° 20′ 19″ E / 41.553323°N,2.338528°E 534.824 msnm                                                                                                |                                            |                                   | Modifica les dades a Wikidata |
|        | Xiprer de Sant Bartomeu           | Òrrius   | arbre singular                                 | Taxon: xiprer (Cupressus sempervirens) | 41° 33′ 45″ N, 2° 20′ 36″ E / 41.562404°N,2.343215°E 393 msnm |                                            | Xiprer de Sant Bartomeu           | Modifica les dades a Wikidata |
|        | casa consistorial de Òrrius       | Òrrius   | casa consistorial                              |                                        | 41° 33′ 18″ N, 2° 21′ 17″ E / 41.55505193021793°N,2.354790051390445°E                                                                                            |                                            |                                   | Modifica les dades a Wikidata |
|        | Òrrius                            | Òrrius   | entitat singular de població capital municipal | 806 hab                                | 41° 33′ N, 2° 21′ E / 41.55°N,2.35°E 255 msnm |                                            |                                   | Modifica les dades a Wikidata |